# William March
William March, nato William Edward Campbell (Mobile, 18 settembre 1893 – New Orleans, 15 maggio 1954), è stato uno scrittore statunitense.
Rimasto ferito e decorato per meriti di guerra durante il primo conflitto mondiale, traspose nelle sue opere il suo trauma di reduce.

## Biografia
William March nacque in una povera famiglia dell'Alabama, a Mobile. Suo padre, un operaio che lavorava nell'industria del piombo, spesso ubriaco, era solito recitare poesie (specialmente di Edgar Allan Poe) a tavola da pranzo. Sua madre (il cui nome da nubile era Susan March) era probabilmente più istruita del marito ed insegnò ai figli a leggere e a scrivere. Nessuno di loro sembrò, tuttavia, assecondare gli sforzi letterari di William, che, all'età di 12 anni, aveva già composto un poema di 10.000 righe, il cui manoscritto fu bruciato. Quando egli ebbe compiuto 14 anni, la sua famiglia, di ben 10 componenti, si trasferì nella città di Lockhart, il che impedì ai figli di frequentare il liceo. La città sarebbe poi divenuta nella sua opera The Tallons (1936) l'immaginaria città di Hodgetown.
Due anni dopo, March tornò a Mobile e trovò impiego in un ufficio postale. Dal 1913, avendo guadagnato abbastanza da poterselo permettere, si iscrisse al college della Valparaiso University in Indiana, quindi tornò in Alabama per studiare legge alla University of Alabama. Non riuscì a completare gli studi. Alla fine del 1916, si trasferì a Brooklyn, Manhattan.